# Polen op de Olympische Zomerspelen 1960
Polen nam deel aan de Olympische Zomerspelen 1960 in Rome, Italië. De vier gouden medailles was een Pools record tot op dat moment. Ook de 21 medailles die het in totaal won, was een duidelijke verbetering ten opzichte van het oude record van 9 medailles.

## Medailleoverzicht
| Sport         | Olympiër | Onderdeel              | Medaille |
| ------------- | --- | ---------------------- | -------- |
| Atletiek      | Zdzisław Krzyszkowiak                                                                                                 | 3000m steeplechase (m) | Goud     |
| Atletiek      | Józef Szmidt | hink-stap-springen (m) | Goud     |
| Boksen        | Kazimierz Paździor | -60kg (m)              | Goud     |
| Gewichtheffen | Ireneusz Palinski | -82kg (m)              | Goud     |
| Atletiek      | Elżbieta Krzesińska                                                                                                   | verspringen (v)        | Zilver   |
| Atletiek      | Jaroslawa Jozwiakowska-Bieda                                                                                          | hoogspringen (v)       | Zilver   |
| Boksen        | Jerzy Adamski | -57kg (m)              | Zilver   |
| Boksen        | Tadeusz Walasek | -75kg (m)              | Zilver   |
| Boksen        | Zbigniew Pietrzykowski                                                                                                | -81kg (m)              | Zilver   |
| Schermen      | Andrzej Ryszard Piatkowski Emil Antoni Ochyra Wojciech Zablocki Jerzy Pawłowski Ryszard Zub Marian Zygmunt Kuszewski  | sabel team (m)         | Zilver   |
| Atletiek      | Kazimierz Zimny | 5000m (m)              | Brons    |
| Atletiek      | Tadeusz Rut | kogelslingeren (m)     | Brons    |
| Atletiek      | Teresa Barbara Wieczorek-Cieply Barbara Lerczak-Janiszewska Celina Jesionowska-Gerwin Halina Herrmann-Gorecka-Richter | 4x100m (v)             | Brons    |
| Boksen        | Brunon Bendig | -54kg (m)              | Brons    |
| Boksen        | Marian Kasprzyk | -63,5kg (m)            | Brons    |
| Boksen        | Leszek (Lech) Drogosz                                                                                                 | -67kg (m)              | Brons    |
| Gewichtheffen | Jan Bochenek | -82kg (m)              | Brons    |
| Kanovaren     | Stefan Kaplaniak Wladyslaw Zielinski                                                                                  | K-2 1000m (m)          | Brons    |
| Kanovaren     | Daniela Walkowiak-Pilecka                                                                                             | K-1 500m (v)           | Brons    |
| Roeien        | Teodor Kocerka | skiff (m)              | Brons    |
| Worstelen     | Tadeusz Hipolit Trojanowski                                                                                           | -57kg vrije stijl (m)  | Brons    |

## Deelnemers en resultaten

### Atletiek
| Olympiër | Onderdeel                | Resultaat | Prestatie                                                                                         |
| --- | ------------------------ | --------- | ------------------------------------------------------------------------------------------------- |
| Marian Foik | 100m (m)                 | 8e        | serie 8: 1ste in 10,5 kwartfinale 2: 3de in 10,4 halve finale 1: 4de in 10,5                      |
| Marian Foik | 200m (m)                 | 8e        | serie 10: 1ste in 21,1 kwartfinale 4: 2de in 20,9 halve finale 1: 2de in 21,0 finale: 4de in 20,8 |
| Jerzy Kowalski | 400m (m)                 | 13e       | serie 5: 2de in 48,3 kwartfinale 4: 4de in 46,7                                                   |
| Stanisław Swatowski                                                                                                   | 400m (m)                 | 16e       | serie 6: 3de in 48,1 kwartfinale 3: 5de in 47,4                                                   |
| Stefan Lewandowski | 800m (m)                 | 35e       | serie 6: 4de in 1.51,75                                                                           |
| Zbigniew Makomaski | 800m (m)                 | 20e       | serie 1: 3de in 1.52,70 kwartfinale 2: 4de in 1.51,72                                             |
| Zbigniew Orywał | 800m (m)                 | 46e       | serie 7: 6de in 1.55,89                                                                           |
| Stefan Lewandowski | 1500m (m)                | 33e       | serie 3: 11de in 3.59,75                                                                          |
| Zbigniew Orywał | 1500m (m)                | DNF       | serie 1: niet gefinisht                                                                           |
| Marian Jochman | 5000m (m)                | 25e       | serie 2: 8ste in 14.31,29                                                                         |
| Zdzisław Krzyszkowiak                                                                                                 | 5000m (m)                | DNS       | serie 4: niet gestart                                                                             |
| Kazimierz Zimny | 5000m (m)                | Brons     | serie 4: 3de in 14.07,75 finale: 3de in 13.45,09                                                  |
| Zdzisław Krzyszkowiak                                                                                                 | 10000m (m)               | 7e        | 28.52,72                                                                                          |
| Stanisław Ożóg | 10000m (m)               | 18e       | 29.58,0                                                                                           |
| Kazimierz Zimny | 10000m (m)               | DNF       | niet gefinisht                                                                                    |
| Roman Muzyk | 110m horden (m)          | 14e       | serie 6: 3de in 14,94 kwartfinale 4: 4de in 14,68                                                 |
| Wiesław Król | 400m horden (m)          | 18e       | serie 1: 5de in 52,52                                                                             |
| Zdzisław Kumiszcze | 400m horden (m)          | 27e       | serie 6: 5de in 53,47                                                                             |
| Jerzy Chromik | 300m steeplechase (m)    | 17e       | serie 3: 7de in 9.06,68                                                                           |
| Zdzisław Krzyszkowiak                                                                                                 | 300m steeplechase (m)    | Goud      | serie 2: 1ste in 8.49,92 finale: 1ste in 8.34,30 (OR)                                             |
| Marian Foik Jan Jarzembowski Józef Szmidt Jerzy Juskowiak Andrzej Karcz Andrzej Zieliński                             | 4x100m (m)               | 8e        | serie 3: gediskwalificeerd                                                                        |
| Edward Bożek Stanisław Swatowski Bogusław Gierajewski Jerzy Kowalski Ireneusz Kluczek Zbigniew Makomaski              | 4x400m (m)               | 10e       | serie 2: 2de in 3.09,67 halve finale 2: 4de in 3.10,88                                            |
| Tadeusz Starzyński-Starybrat                                                                                          | marathon (m)             | DNS       | niet gestart                                                                                      |
| Henryk Grabowski | verspringen (m)          | DNS       | niet gestart                                                                                      |
| Kazimierz Kropidłowski                                                                                                | verspringen (m)          | 16e       | kwalificatie groep A: 4de met 7,37m                                                               |
| Jan Jaskólski | hink-stap-springen (m)   | 24e       | kwalificatie groep A: 6de met 15,04m                                                              |
| Ryszard Malcherczyk                                                                                                   | hink-stap-springen (m)   | 6e        | kwalificatie groep B: 2de met 15,93m finale: 6de met 16,01m                                       |
| Józef Szmidt | hink-stap-springen (m)   | Goud      | kwalificatie groep A: 1ste met 16,44m (OR) finale: 1ste met 16,81m (OR)                           |
| Piotr Sobotta | hoogspringen (m)         | 15e       | kwalificatie: 12de met 2,00m finale: 15de met 2,00m                                               |
| Janusz Gronowski | polsstokhoogspringen (m) | 18e       | kwalificatie: 18de met 4,20m                                                                      |
| Andrzej Krzesiński | polsstokhoogspringen (m) | 12e       | kwalificatie: 12de met 4,30m finale: 12de met 4,30m                                               |
| Eugeniusz Kwiatkowski                                                                                                 | kogelstoten (m)          | 16e       | kwalificatie: 16de met 16,71m                                                                     |
| Alfred Sosgórnik | kogelstoten (m)          | 6e        | kwalificatie: 10de met 17,06m finale: 6de met 17,57m                                              |
| Zenon Begier | discuswerpen (m)         | 14e       | kwalificatie groep A: 11de met 53,03m finale: 14de met 53,18m                                     |
| Edmund Piątkowski | discuswerpen (m)         | 5e        | kwalificatie groep A: 4de met 54,41m finale: 5de met 55,12m                                       |
| Zbigniew Radziwonowicz                                                                                                | speerwerpen (m)          | 7e        | kwalificatie groep A: 6de met 74,86m finale: 7de met 77,31m                                       |
| Janusz Sidło | speerwerpen (m)          | 8e        | kwalificatie groep A: 1ste met 85,14m finale: 8ste met 76,46m                                     |
| Olgierd Ciepły | kogelslingeren (m)       | 5e        | kwalificatie: 14de met 60,61m finale: 5de met 64,57m                                              |
| Tadeusz Rut | kogelslingeren (m)       | Brons     | kwalificatie: 13de met 60,73m finale: 3de met 65,64m                                              |
| |                          |           |                                                                                                   |
| Teresa Ciepły-Wieczorek                                                                                               | 100m (v)                 | 10e       | serie 7: 3de in 12,25 kwartfinale 4: 3de in 12,14 halve finale 2: 5de in 12,05                    |
| Halina Richter-Górecka-Herrmann                                                                                       | 100m (v)                 | 8e        | serie 6: 3de in 12,13 kwartfinale 2: 3de in 12,10 halve finale 1: 4de in 11,93                    |
| Celina Jesionowska | 200m (v)                 | 13e       | serie 5: 2de in 24,45 halve finale 2: 6de in 25,45                                                |
| Barbara Lerczak-Janiszewska-Sobotta                                                                                   | 200m (v)                 | 5e        | serie 4: 1ste in 22,08 halve finale 1: 3de in 24,36 finale: 5de in 24,96                          |
| Halina Richter-Górecka-Herrmann                                                                                       | 200m (v)                 | 14e       | serie 6: 4de in 24,31                                                                             |
| Krystyna Nowakowska                                                                                                   | 800m (v)                 | 11e       | serie 3: 3de in 2.09,81                                                                           |
| Zofia Walasek | 800m (v)                 | 25e       | serie 1: 6de in 2.16,44                                                                           |
| Beata Żbikowska | 800m (v)                 | 8e        | serie 2: 2de in 2.09,57 finale: 8ste in 2.11,91                                                   |
| Teresa Ciepły-Wieczorek                                                                                               | 80m horden (v)           | 9e        | serie 5: 2de in 11,46 halve finale 2: 5de in 11,40                                                |
| Barbara Sosgórnik | 80m horden (v)           | 11e       | serie 4: 2de in 11,56 halve finale 1: 6de in 11,46                                                |
| Teresa Barbara Wieczorek-Cieply Barbara Lerczak-Janiszewska Celina Jesionowska-Gerwin Halina Herrmann-Gorecka-Richter | 4x100m (v)               | Brons     | serie 2: 3de in 45,40 finale: 3de in 45,19                                                        |
| Maria Chojnacka | verspringen (v)          | 11e       | kwalificatie: 10de met 5,95m finale: 11de met 5,98m                                               |
| Elżbieta Duńska-Krzesińska                                                                                            | verspringen (v)          | Zilver    | kwalificatie: 4de met 6,13m finale: 2de met 6,27m                                                 |
| Maria Kusion | verspringen (v)          | 13e       | kwalificatie: 11de met 5,92m finale: 13de met 5,86m                                               |
| Jarosława Jóźwiakowska                                                                                                | hoogspringen (v)         | Zilver    | kwalificatie: 4de met 1,65m finale: 2de met 1,71m                                                 |
| Jadwiga Klimaj | kogelstoten (v)          | 10e       | kwalificatie: 9de met 14,85m finale: 11de met 14,66m                                              |
| Eugenia Rusin | kogelstoten (v)          | 11e       | kwalificatie: 12de met 14,50m finale: 11de met 14,55m                                             |
| Kazimiera Rykowska | discuswerpen (v)         | 13e       | kwalificatie: 13de met 46,75m                                                                     |
| Urszula Figwer | speerwerpen (v)          | 5e        | kwalificatie: 13de met 48,04m finale: 5de met 52,33m                                              |

### Basketbal
| Olympiër | Onderdeel | Resultaat | Prestatie |
| --- | --------- | --------- | --- |
| Andrzej Nartowski Andrzej Pstrokoński Bohdan Przywarski Dariusz Świerczewski Janusz Wichowski Jerzy Młynarczyk Jerzy Piskun Krzysztof Sitkowski Mieczysław Łopatka Ryszard Olszewski Tadeusz Pacuła Zbigniew Dregier | mannen    | 7e        | voorronde groep D: 2de W van Filipijnen: 86-68 V van Uruguay: 72-76 W van Spanje: 75-63 halve finale groep A: 4de V van Tsjecho-Slowakije: 75-88 V van Brazilië: 68-77 V van Italië: 68-74 5-8ste plek: 3de V van Joegoslavië: 81-95 W van Uruguay: 64-62 |

| Voorronde Groep D |            |             |             |             |        |        |        |        |
| #                 | Land       | Wedstrijden | Wedstrijden | Wedstrijden | Punten | Punten | Punten | Punten |
| #                 | Land       | G           | W           | V           | V      | T      | Saldo  | Punten |
| 1                 | Uruguay    | 3           | 2           | 1           | 228    | 225    | +3     | 5      |
| 2                 | Polen      | 3           | 2           | 1           | 233    | 207    | +26    | 5      |
| 3                 | Filipijnen | 3           | 1           | 2           | 228    | 248    | -20    | 4      |
| 4                 | Spanje     | 3           | 1           | 2           | 222    | 231    | -9     | 4      |

| Ronde       | Datum | Plaats     | Land  | Score  | Land |
| ----------- | ----- | ---------- | ----- | ------ | ---- |
| Groepsfase  |       |            |       |        |      |
| 26 augustus | Rome  | Filipijnen | 68-86 | Polen  |      |
| 27 augustus | Rome  | Uruguay    | 76-72 | Polen  |      |
| 29 augustus | Rome  | Polen      | 75-63 | Spanje |      |

| Halve finale groep A |                   |             |             |             |        |        |        |        |
| #                    | Land              | Wedstrijden | Wedstrijden | Wedstrijden | Punten | Punten | Punten | Punten |
| #                    | Land              | G           | W           | V           | V      | T      | Saldo  | Punten |
| 1                    | Brazilië          | 3           | 3           | 0           | 240    | 221    | +19    | 6      |
| 2                    | Italië            | 3           | 2           | 1           | 226    | 216    | +10    | 5      |
| 3                    | Tsjecho-Slowakije | 3           | 1           | 2           | 236    | 237    | −1     | 4      |
| 4                    | Polen             | 3           | 0           | 3           | 211    | 239    | −28    | 3      |

| Ronde       | Datum | Plaats            | Land  | Score | Land |
| ----------- | ----- | ----------------- | ----- | ----- | ---- |
| Groepsfase  |       |                   |       |       |      |
| 1 september | Rome  | Tsjecho-Slowakije | 88-75 | Polen |      |
| 2 september | Rome  | Brazilië          | 77-68 | Polen |      |
| 3 september | Rome  | Italië            | 74-68 | Polen |      |

| 5-8ste plek |                   |             |             |             |        |        |        |        |
| #           | Land              | Wedstrijden | Wedstrijden | Wedstrijden | Punten | Punten | Punten | Punten |
| #           | Land              | G           | W           | V           | V      | T      | Saldo  | Punten |
| 1           | Tsjecho-Slowakije | 3           | 3           | 0           | 240    | 221    | +19    | 6      |
| 2           | Joegoslavië       | 3           | 2           | 1           | 226    | 216    | +10    | 5      |
| 3           | Polen             | 3           | 1           | 2           | 236    | 237    | −1     | 4      |
| 4           | Uruguay           | 3           | 0           | 3           | 211    | 239    | −28    | 3      |

| Ronde       | Datum | Plaats      | Land  | Score   | Land |
| ----------- | ----- | ----------- | ----- | ------- | ---- |
| Groepsfase  |       |             |       |         |      |
| 7 september | Rome  | Joegoslavië | 95-81 | Polen   |      |
| 9 september | Rome  | Polen       | 64-62 | Uruguay |      |

### Boksen
| Olympiër               | Onderdeel   | Resultaat | Prestatie |
| ---------------------- | ----------- | --------- | --- |
| Henryk Kukier          | -51kg (m)   | 17e       | 1ste ronde: vrij 2de ronde: V van EUA Homber: 0-5 |
| Brunon Bendig          | -54kg (m)   | Brons     | 1ste ronde: vrij 2de ronde: W van UGA Sentongo: 5-0 3de ronde: W van NED de Rooij: 5-0 kwartfinale: W van EUA Rascher: 3-2 halve finale: V van URS Grigoryev: 1-4                             |
| Jerzy Adamski          | -57kg (m)   | Zilver    | 1ste ronde: W van CEY Sumith: 5-0 2de ronde: W van JPN Suzuki: 5-0 kwartfinale: W van SUI Chervet: 5-0 halve finale: W van RSA Meyer: 4-1 finale: V van ITA Musso: 1-4                        |
| Kazimierz Paździor     | -60kg (m)   | Goud      | 1ste ronde: vrij 2de ronde: W van IRQ Karim: 5-0 3de ronde: W van EUA Lempio: 4-1 kwartfinale: W van RAU Shokweir: 5-0 halve finale: W van GBR McTaggart: 3-2 finale: W van ITA Lopopolo: 4-1 |
| Brunon Bendig          | -63,5kg (m) | Brons     | 1ste ronde: vrij 2de ronde: W van ESP García: knock-out 3de ronde: W van HUN Pál: 5-0 kwartfinale: W van URS Engibaryan: 5-0 halve finale: V van GHA Quartey: walk-over                       |
| Leszek Drogosz         | -67kg (m)   | Brons     | 1ste ronde: vrij 2de ronde: W van DEN Nielsen: 5-0 3de ronde: W van IRI Yavarkandi: 5-0 kwartfinale: W van RSA Loubscher: 5-0 halve finale: V van URS Radonyak: 2-3                           |
| Henryk Dampc           | -71kg (m)   | 5e        | 1ste ronde: W van DEN Hansen: 4-1 2de ronde: W van IRL Reid: 5-0 kwartfinale: V van GBR Fisher: 1-4                                                                                           |
| Tadeusz Walasek        | -75kg (m)   | Zilver    | 1ste ronde: W van PAK Mahmoud: 5-0 2de ronde: W van AUS Davies: 5-0 kwartfinale: W van RSA van Rooyen: 5-0 halve finale: W van URS Feofanov: 4-1 finale: V van USA Crook, Jr.: 2-3            |
| Zbigniew Pietrzykowski | -81kg (m)   | Zilver    | 1ste ronde: W van GUY Crawford: 5-0 2de ronde: W van EUA Willer: 5-0 kwartfinale: W van BUL Spasov: 5-0 halve finale: W van ITA Saraudi: 4-1 finale: V van USA Clay: 0-5                      |
| Władysław Jędrzejewski | +81kg (m)   | 9e        | 1ste ronde: vrij 2de ronde: V van RSA Bekker: knock-out |

### Gewichtheffen
| Olympiër             | Onderdeel   | Resultaat | Prestatie                                                                                       |
| -------------------- | ----------- | --------- | ----------------------------------------------------------------------------------------------- |
| Marian Jankowski     | -56kg (m)   | 5e        | duwen: 8ste met 92,5kg trekken: 4de met 100kg stoten: 4de met 127,5kg totaal: 322,5kg           |
| Waldemar Baszanowski | -67,5kg (m) | 5e        | duwen: 19de met 105kg trekken: 2de met 117,5kg stoten: 4de met 147,5kg totaal: 370kg            |
| Marian Zieliński     | -67,5kg (m) | 4e        | duwen: 4de met 115kg trekken: 5de met 110kg stoten: 2de met 150kg totaal: 375kg                 |
| Krzysztof Siemion    | -75kg (m)   | 5e        | duwen: 2de met 135kg trekken: 8ste met 117,5kg stoten: 11de met 147,5kg totaal: 400kg           |
| Jan Bochenek         | -82,5kg (m) | Brons     | duwen: 2de met 130kg trekken: 7de met 120kg stoten: 2de met 170kg totaal: 420kg                 |
| Ireneusz Paliński    | -82,5kg (m) | Goud      | duwen: 2de met 130kg trekken: 1ste met 132,5kg (OR) stoten: 1ste met 180kg (WR) totaal: 442,5kg |
| Czesław Białas       | -90kg (m)   | 7e        | duwen: 9de met 130kg trekken: 9de met 122,5kg stoten: 9de met 157,5kg totaal: 410kg             |

### Hockey
| Olympiër | Onderdeel | Resultaat | Prestatie                                                                                            |
| --- | --------- | --------- | --- |
| Alfons Flinik Czesław Kubiak Henryk Flinik Jan Flinik Jan Górny Kazimierz Dąbrowski Leon Wiśniewski Narcyz Maciaszczyk Roman Micał Ryszard Marzec Władysław Śmigielski Włodzimierz Różański Zdzisław Wojdylak | mannen    | 12e       | groep B: 3de W van Japan: 2-1 V van Pakistan: 0-8 G van Australië: 1-1 barrage: V van Australië: 0-2 |

| Groep B |           |             |             |             |             |            |            |            |        |
| #       | Land      | Wedstrijden | Wedstrijden | Wedstrijden | Wedstrijden | Doelpunten | Doelpunten | Doelpunten | Punten |
| #       | Land      | G           | W           | G           | V           | V          | T          | Saldo      | Punten |
| 1       | Pakistan  | 3           | 3           | 0           | 0           | 21         | 0          | +21        | 6      |
| 2       | Australië | 3           | 1           | 1           | 1           | 9          | 5          | +4         | 3      |
| 3       | Polen     | 3           | 1           | 1           | 1           | 3          | 10         | -7         | 3      |
| 4       | Japan     | 3           | 0           | 0           | 3           | 2          | 20         | -18        | 0'     |

| Ronde       | Datum | Plaats    | Land | Score | Land |
| ----------- | ----- | --------- | ---- | ----- | ---- |
| Groepsfase  |       |           |      |       |      |
| 26 augustus | Rome  | Polen     | 2-1  | Japan |      |
| 29 augustus | Rome  | Pakistan  | 8-0  | Polen |      |
| 1 september | Rome  | Australië | 1-1  | Polen |      |
| Barrage     |       |           |      |       |      |
| 3 september | Rome  | Australië | 2-0  | Polen |      |

### Kanovaren
| Olympiër                                                               | Onderdeel      | Resultaat | Prestatie                                                                                                  |
| ---------------------------------------------------------------------- | -------------- | --------- | --- |
| Ryszard Skwarski                                                       | K-1 1000m (m)  | 13e       | serie 3: 5de in 4.12,70 herkansingen: 1ste in 4.06,99 halve finale 2: 5de in 4.09,26                       |
| Stefan Kapłaniak Władysław Zieliński Ryszard Skwarski Ryszard Marchlik | K-1 4x500m (m) | 4e        | serie 3: 4de in 8.06,98 herkansingen: 2de in 8.06,80 halve finale 1: 2de in 7.57,54 finale: 4de in 7.49,93 |
| Stefan Kapłaniak Władysław Zieliński                                   | K-2 1000m (m)  | Brons     | serie 2: 3de in 3.39,41 halve finale 3: 1ste in 3.48,62 finale: 3de in 3.37,34                             |
|                                                                        |                |           | |
| Daniela Walkowiak                                                      | K-1 500m (m)   | Brons     | serie 1: 1ste in 2.15,34 halve finale 1: 1ste in 2.11,07 finale: 3de in 2.10,46                            |
| Daniela Walkowiak-Pilecka Janina Mendalska                             | K-2 500m (m)   | 4e        | serie 2: 1ste in 2.01,03 finale: 4de in 1.59,03                                                            |

### Moderne vijfkamp
| Olympiër                                                   | Onderdeel       | Resultaat | Prestatie |
| ---------------------------------------------------------- | --------------- | --------- | --- |
| Kazimierz Mazur                                            | individueel (m) | 20e       | paardensport: 9de met 1237 punten schermen: 40ste met 25 overwinningen schietsport: 2de met 193 punten zwemmen: 5de in 3.58,9 atletiek: 10de in 14.18,0 totaal: 4511 punten         |
| Kazimierz Paszkiewicz                                      | individueel (m) | 14e       | paardensport: 16de met 1075 punten schermen: 42ste met 24 overwinningen schietsport: 17de met 187 punten zwemmen: 47ste in 4.58,0 atletiek: 15de in 14.24,0 totaal: 4596 punten     |
| Stanisław Przybylski                                       | individueel (m) | 7e        | paardensport: 13de met 1111 punten schermen: 19de met 32 overwinningen schietsport: 12de met 188 punten zwemmen: 39ste in 4.37,0 atletiek: 3de in 13.54,0 totaal: 4731 punten       |
| Stanisław Przybylski Kazimierz Paszkiewicz Kazimierz Mazur | team (m)        | 5e        | paardensport: 3de met 3315 punten schermen: 10de met 1804 punten schietsport: 1ste met 2660 punten zwemmen: 12de met 2535 punten atletiek: 3de met 3432 punten totaal: 13746 punten |

### Paardensport
| Olympiër                                                               | Onderdeel   | Resultaat | Prestatie |
| Eventing                                                               | Eventing    | Eventing  | Eventing |
| ---------------------------------------------------------------------- | ----------- | --------- | --- |
| Marian Babirecki                                                       | individueel | 8e        | dressuur: 33ste met 127 strafpunten cross-country: 7de met 61,60 punten springconcours:' 22ste met 20 strafpunten totaal: 85,40 strafpunten |
| Andrzej Kobyliński                                                     | individueel | DNF       | dressuur: 28ste met 124 strafpunten cross-country: gediskwalificeerd                                                                        |
| Andrzej Orłoś                                                          | individueel | DNF       | dressuur: 42ste met 135,51 strafpunten cross-country: 19de met 22 strafpunten springconcours:' niet gefinisht                               |
| Marek Roszczynialski                                                   | individueel | DNF       | dressuur: 59ste met 153,51 strafpunten cross-country: gediskwalificeerd                                                                     |
| Marian Babirecki Andrzej Kobyliński Marek Roszczynialski Andrzej Orłoś | team        | DNF       | dressuur: 12de met 386,51 strafpunten cross-country: niet gefinisht                                                                         |

### Roeien
| Olympiër | Onderdeel       | Resultaat | Prestatie                                                                     |
| --- | --------------- | --------- | ----------------------------------------------------------------------------- |
| Teodor Kocerka | skiff (m)       | 20e       | serie 2: 3de in 7.33,38 herkansingen: 1ste in 7.24,31 finale: 3de met 7.21,26 |
| Benedykt Augustyniak Kazimierz Neumann Bogdan Poniatowski Antoni Rosołowicz                                                                                         | vier-zonder (m) | 12e       | serie 1: 3de in 6.34,20 herkansingen: 3de in 6.48,50                          |
| Ewald Dakazewicz Jerzy Iwanow Antoni Piotrowski Ryszard Rasztor Marian Wrzeszczykowski Kazimierz Błasiński Szczepan Grajczyk Marian Leszczyński Kazimierz Naskręcki | acht (m)        | DNS       | niet gestart                                                                  |

### Schermen
| Olympiër | Onderdeel       | Resultaat | Prestatie |
| --- | --------------- | --------- | --- |
| Bogdan Gonsior | degen (m)       | 13e       | 1ste ronde groep 1: 3de V van FRA Guittet: 3-5 W van NZL Pickworth: 5-1 W van TUN Barouch: 5-2 W van MAR El-Gressy: 5-3 V van COL Echeverri: 4-5 1ste ronde barrage: W van COL Echeverri: 5-4 2de ronde groep 5: 4de V van URS Habārovs: 5-6 V van HUN Kausz: 1-5 W van GER Gnaier: 5-1 W van GBR Pelling: 5-1 W van LUX Gutenkauf: 5-4 kwartfinale 2: 4de V van ITA Pellegrino: 2-5 V van FRA Dreyfus: 1-5 V van URS Kostava: 3-5 W van GER Neuber: 5-2 W van GBR Hoskyns: 5-2 |
| Wiesław Glos | degen (m)       | 17e       | 1ste ronde groep 10: 3de V van LUX Gutenkauf: 3-5 W van ROU Gurath, Jr.: 5-2 W van TUN Brami: 5-1 W van POR de Albuquerque: 5-1 W van JPN Ozawa: 5-0 V van USA Margolis: 1-5 2de ronde groep 2: 3de V van ITA Pellegrino: 3-5 W van BEL Achten: 5-0 W van ARG Balestrini: 5-3 W van NZL Pickworth: 5-3 kwartfinale 3: 5de V van ITA Delfino: 4-5 V van HUN Kausz: 4-5 V van SWE Rehbinder: 5-6 W van GER Gnaier: 5-4 |
| Janusz Kurczab | degen (m)       | 13e       | 1ste ronde groep 6: 2de W van LUX Schiel: 5-3 W van MAR Harchi: 5-2 W van IRL Bland: 6-5 W van AUS Simpson: 5-2 V van SUI Amez-Droz: 1-5 2de ronde groep 6: 1ste W van GBR Hoskyns: 5-0 W van FRA Mouyal: 5-1 W van SUI Amez-Droz: 5-2 W van LIB Osman: 5-3 V van ROU Gurath, Jr.: 0-5 kwartfinale 1: 4de V van ITA Breda: 2-5 V van GBR Jay: 3-5 W van URS Habārovs: 5-2 W van HUN Gábor: 5-2 W van SWE Abrahamsson: 5-4 |
| Bogdan Gonsior Jerzy Strzałka Wiesław Glos Janusz Kurczab Andrzej Kryński Henryk Nielaba                             | degen team (m)  | 9e        | 1ste ronde groep 7: 1ste G van België: 8-8 W van Spanje: 9-7 2de ronde: V van Luxemburg: 8-8 |
| Ryszard Parulski | floret (m)      | 11e       | 1ste ronde groep 10: 2de V van GER Mehl: 0-5 W van USA Axelrod: 5-1 W van COL Duque: 5-3 W van SUI Polledri: 5-4 W van MAR El-Fassy: 5-1 2de ronde groep 4: 4de V van GER Gerresheim: 2-5 V van URS Midler: 3-5 W van LUX Link: 5-3 W van AUS McCowage: 5-2 kwartfinale 2: 1ste W van URS Midler: 5-2 W van ITA Carpaneda: 5-1 W van USA Glazer: 5-2 W van GER Brecht: 5-2 V van FRA d'Oriola: 3-5 halve finale 1: 6de V van USA Axelrod: 3-5 V van FRA d'Oriola: 2-5 V van HUN Fülöp: 1-5 W van URS Zhdanovich: 5-3 W van POL Woyda: 5-3 halve finale barrage: V van FRA d'Oriola: 0-5 |
| Janusz Różycki | floret (m)      | 9e        | 1ste ronde groep 4: 1ste W van USA Glazer: 5-4 W van VEN García: 5-2 W van MON Orengo: 5-2 W van SWE Abrahamsson: 5-2 V van HUN Kamuti: 3-5 2de ronde groep 5: 3de V van FRA d'Oriola: 2-5 W van ITA Pellegrino: 5-2 W van SUI Cerottini: 5-2 W van ESP González: 5-2 V van ROU Tănase Mureșanu: 3-5 kwartfinale 3: 2de W van FRA Closset: 5-3 W van GER Gerresheim: 5-3 W van VEN Gruber: 5-3 V van ITA Pellegrino: 1-5 halve finale 2: 5de V van URS Sisikin: 3-5 V van FRA Closset: 3-5 V van GBR Hoskyns: 1-5 W van URS Midler: 5-2 W van GER Mehl: 5-0 |
| Witold Woyda | floret (m)      | 4e        | 1ste ronde groep 9: 1ste W van ITA Carpaneda: 5-2 W van FRA Closset: 5-1 W van LUX Schiel: 5-2 W van TUN Brami: 5-3 2de ronde groep 2: 1ste W van URS Sisikin: 5-1 W van ITA Curletto: 5-3 W van GBR Cooperman: 5-1 W van ROU Drîmbă: 5-4 kwartfinale 1: 3de V van URS Sisikin: 3-1 W van GBR Hoskyns: 5-3 W van ITA Curletto: 5-2 V van HUN Kamuti: 3-5 V van BEL Verhalle: 3-5 kwartfinale barrage: 1ste W van HUN Kamuti: 5-1 V van ITA Curletto: 4-5 halve finale 1: 2de W van USA Axelrod: 5-1 W van FRA d'Oriola: 5-3 W van HUN Fülöp: 5-3 V van URS Zhdanovich: 4-5 V van POL Parulski: 3-5 finale: 4de V van URS Zhadanovich: 2-5 V van USA Axelrod: 3-5 W van URS Sisikin: 5-3 W van GBR Hoskyns: 5-3 W van FRA d'Oriola: 5-2 V van URS Midler: 4-5 |
| Egon Franke Ryszard Parulski Jan Różycki Ryszard Kunze Witold Woyda Henryk Nielaba                                   | floret team (m) | 5e        | 1ste ronde groep 6: 2de V van Verenigde Staten: 4-9 W van Marokko: 16-0 2de ronde: W van Verenigde Arabische Republiek: 9-3 kwartfinale: V van Sovjet-Unie: 6-9 |
| Jerzy Pawłowskii | sabel (m)       | 6e        | 1ste ronde groep 4: 1ste W van BEL Van Baelen: 5-1 W van AUT Wanetschek: 5-3 W van MEX Ramos: 5-2 W van ESP de Diego: 5-3 W van VEN García: 5-1 2de ronde groep 4: 2de V van FRA Lefèvre: 4-5 W van GER Theuerkauff: 5-2 W van URS Asatiani: 5-0 W van YUG Vasin: 5-1 W van ROU Mustață: 5-3 kwartfinale 1: 2de W van FRA Arabo: 5-1 W van BUL Dyakovski: 5-3 W van GER Theuerkauff: 5-2 W van YUG Vasin: 5-1 W van USA Mustață: 5-3 halve finale 2: 1ste W van HUN Horváth: 5-3 W van ITA Calarese: 5-1 W van URS Rylsky: 5-4 W van FRA Roulot: 5-2 V van HUN Gerevich: 4-5 finale: 6de V van HUN Kárpáti: 4-5 V van ITA Calarese: 3-5 V van FRA Arabo: 3-5 W van HUN Horváth: 5-3 W van POL Zabłocki: 5-3 W van URS Rylsky: 5-2 V van URS Tyshler: 3-5     |
| Wojciech Zabłocki | sabel (m)       | 5e        | 1ste ronde groep 11: 1ste W van URU Paladino: 5-2 W van ITA Chicca: 5-2 W van INA Haschja: 5-0 W van GBR Amberg: 5-3 W van NZL Pickworth: 5-0 2de ronde groep 3: 5de W van AUT Resch: 5-2 V van GER Köstner: 5-2 V van BUL Dyakovski: 4-5 W van ROU Arus: 5-3 kwartfinale 3: 1ste W van FRA Roulot: 5-1 W van URU Goliardi: 5-2 W van URS Asatiani: 5-3 W van GER Köstner: 5-3 V van HUN Gerevich: 3-5 halve finale 1: 4de V van HUN Kárpáti: 4-5 V van FRA Arabo: 2-5 V van URS Tyshler: 3-5 W van ITA Ferrari: 5-4 W van ROU Rohony: 5-3 finale: 5de V van HUN Kárpáti: 0-5 W van ITA Calarese: 5-4 V van FRA Arabo: 4-5 W van HUN Horváth: 5-2 V van POL Pawłowskii: 3-5 W van URS Rylsky: 5-4 W van URS Tyshler: 5-1                                     |
| Ryszard Zub | sabel (m)       | 13e       | 1ste ronde groep 3: 2de V van GER Theuerkauff: 4-5 W van BUL Stavrev: 5-3 W van JPN Ozawa: 5-3 W van MAR Gualid: 5-2 2de ronde groep 6: 1ste W van AUT Wanetschek: 5-3 W van URS Tyshler: 5-2 V van USA Kwartler: 4-5 W van BEL Van Der Auwera: 5-3 W van ITA Chicca: 5-3 kwartfinale 2: 4de V van ITA Ferrari: 2-5 V van HUN Horváth: 1-5 W van URS Rylsky: 5-4 W van USA Morales: 5-3 V van BEL Van Der Auwera: 3-5 |
| Andrzej Ryszard Piatkowski Emil Antoni Ochyra Wojciech Zablocki Jerzy Pawłowski Ryszard Zub Marian Zygmunt Kuszewski | sabel team (m)  | Zilver    | 1ste ronde groep 2: 1ste W van Oostenrijk: 9-3 W van Japan: 14-2 2de ronde: vrij kwartfinale: W van Duitsland: 9-2 halve finale: W van Verenigde Staten: 9-3 finale: V van Hongarije: 7-9 |
| |                 |           | |
| Wanda Fukała-Kaczmarczyk                                                                                             | floret (v)      | 37e       | 1ste ronde groep 7: 5de V van ROU Orban-Szabo: 0-4 V van NED Kleijweg: 1-4 V van ITA Ragno: 2-4 |
| Sylwia Julito | floret (v)      | 17e       | 1ste ronde groep 2: 1ste W van AUT Grötzer: 4-1 V van HUN Dömölky-Sákovics: 4-2 V van USA Romary: 0-4 W van FIN Moulin: 4-2 W van VEN Leal: 4-0 kwartfinale 1: 5de V van ROU Vicol: 0-4 V van URS Rastvorova: 2-4 V van HUN Rejtő: 3-4 W van NED Botbijl: 4-2 |
| Elżbieta Pawlas | floret (v)      | 6e        | 1ste ronde groep 4: 1ste W van AUT Gnauer: 4-3 W van ITA Camber-Corno: 4-0 V van FRA Le Roux: 1-4 W van GBR Stafford: 4-2 W van VEN Sander: 4-0 kwartfinale 3: 2de V van FRA Delbarre: 1-4 W van GBR Sheen: 4-2 W van HUN Dömölky-Sákovics: 4-2 W van NED Kleijweg: 4-2 W van BEL Appart: 4-2 V van ROU Lazăr: 2-4 halve finale 1: 2de W van URS Rastvorova: 4-2 W van HUN Nyári-Kovács: 4-1 W van ROU Lazăr: 4-1 finale: 6de V van URS Rastvorova: 0-4 V van ROU Vicol: 1-4 V van URS Gorokhova: 0-4 V van ROU Orban-Szabo: 2-4 W van GER Schmid: 4-2 W van MEX Roldán: 4-0 V van AUT Ebert: 3-4 |
| Elżbieta Pawlas Sylwia Julita Barbara Orzechowska-Ryszel Genowefa Migas-Stawarz Wanda Kaczmarczyk Elżbieta Cymerman  | floret team (v) | 5e        | 1ste ronde groep 4: 1ste W van Frankrijk: 9-6 G van Verenigde Staten: 8-8 kwartfinale: V van Italië: 5-9 |

### Schietsport
| Olympiër         | Onderdeel                   | Resultaat | Prestatie                                                                                                 |
| ---------------- | --------------------------- | --------- | --- |
| Henryk Górski    | 50m geweer 3 houdingen (m)  | 19e       | kwalificatie groep 2: 14de met 554 punten (183-192-179) finale: 19de met 1122 punten (382-388-352)        |
| Jerzy Nowicki    | 50m geweer 3 houdingen (m)  | 5e        | kwalificatie groep 1: 3de met 565 punten (195-190-180) finale: 5de met 1137 punten (394-378-365)          |
| Henryk Górski    | 50m geweer liggend (m)      | 13e       | kwalificatie groep 1: 17de met 384 punten (97-94-95-98) finale: 13de met 583 punten (96-95-99-99-96-98)   |
| Jerzy Nowicki    | 50m geweer liggend (m)      | 26e       | kwalificatie groep 2: 24ste met 381 punten (98-96-93-94) finale: 26ste met 579 punten (95-97-97-98-98-94) |
| Henryk Górski    | 300m geweer 3 houdingen (m) | 17e       | kwalificatie groep 2: 14de met 543 punten (192-185-166) finale: 17de met 1098 punten (382-378-338)        |
| Stefan Masztak   | 300m geweer 3 houdingen (m) | 13e       | kwalificatie groep 1: 7de met 550 punten (193-186-171) finale: 13de met 1105 punten (377-370-358)         |
| Stanisław Romik  | 50m pistool (m)             | 17e       | kwalificatie groep 1: 2de met 365 punten (93-92-88-92) finale: 5de met 548 punten (90-92-93-91-91-91)     |
| Stefan Masztak   | 50m pistool (m)             | 13e       | kwalificatie groep 2: 13de met 347 punten (88-92-85-82) finale: 28ste met 530 punten (89-83-91-93-86-88)  |
| Czesław Zając    | 25m snelvuurpistool (m)     | 17e       | 582 punten: (290-292)                                                                                     |
| Adam Smelczyński | trap (m)                    | 7e        | kwalificatie: 24ste met 88 punten finale: 7de met 184 punten                                              |

### Schoonspringen
| Olympiër         | Onderdeel     | Resultaat | Prestatie                                                            |
| ---------------- | ------------- | --------- | -------------------------------------------------------------------- |
| Jerzy Kowalewski | 3m plank (m)  | 25e       | voorronde: 25ste met 46,54 punten                                    |
| Jerzy Kowalewski | 10m toren (m) | 15e       | voorronde: 12de met 51,24 punten halve finale: 15de met 87,22 punten |

### Turnen
| Olympiër                                                                                                | Onderdeel                | Resultaat | Prestatie                             |
| --- | ------------------------ | --------- | ------------------------------------- |
| Ernest Hawełek                                                                                          | brug (m)                 | 78e       | kwalificatie: 78ste met 17,80 punten  |
| Jerzy Jokiel                                                                                            | brug (m)                 | 60e       | kwalificatie: 60ste met 18,10 punten  |
| Andrzej Konopka                                                                                         | brug (m)                 | 46e       | kwalificatie: 46ste met 18,35 punten  |
| Alfred Kucharczyk                                                                                       | brug (m)                 | 52e       | kwalificatie: 52ste met 18,25 punten  |
| Józef Rajnisz                                                                                           | brug (m)                 | 99e       | kwalificatie: 99ste met 17,05 punten  |
| Aleksander Rokosa                                                                                       | brug (m)                 | 35e       | kwalificatie: 35ste met 18,55 punten  |
| Ernest Hawełek                                                                                          | paard voltige (m)        | 62e       | kwalificatie: 62ste met 17,95 punten  |
| Jerzy Jokiel                                                                                            | paard voltige (m)        | 73e       | kwalificatie: 73ste met 17,80 punten  |
| Andrzej Konopka                                                                                         | paard voltige (m)        | 62e       | kwalificatie: 62ste met 17,95 punten  |
| Alfred Kucharczyk                                                                                       | paard voltige (m)        | 62e       | kwalificatie: 62ste met 17,95 punten  |
| Józef Rajnisz                                                                                           | paard voltige (m)        | 33e       | kwalificatie: 33ste met 18,50 punten  |
| Aleksander Rokosa                                                                                       | paard voltige (m)        | 80e       | kwalificatie: 80ste met 17,50 punten  |
| Ernest Hawełek                                                                                          | rekstok (m)              | 38e       | kwalificatie: 38ste met 18,50 punten  |
| Jerzy Jokiel                                                                                            | rekstok (m)              | 84e       | kwalificatie: 84ste met 17,65 punten  |
| Andrzej Konopka                                                                                         | rekstok (m)              | 38e       | kwalificatie: 38ste met 18,50 punten  |
| Alfred Kucharczyk                                                                                       | rekstok (m)              | 56e       | kwalificatie: 56ste met 18,25 punten  |
| Józef Rajnisz                                                                                           | rekstok (m)              | 65e       | kwalificatie: 65ste met 18,05 punten  |
| Aleksander Rokosa                                                                                       | rekstok (m)              | 93e       | kwalificatie: 93ste met 17,40 punten  |
| Ernest Hawełek                                                                                          | ringen (m)               | 55e       | kwalificatie: 55ste met 18,25 punten  |
| Jerzy Jokiel                                                                                            | ringen (m)               | 73e       | kwalificatie: 73ste met 18,00 punten  |
| Andrzej Konopka                                                                                         | ringen (m)               | 43e       | kwalificatie: 43ste met 18,45 punten  |
| Alfred Kucharczyk                                                                                       | ringen (m)               | 88e       | kwalificatie: 88ste met 17,60 punten  |
| Józef Rajnisz                                                                                           | ringen (m)               | 30e       | kwalificatie: 30ste met 18,70 punten  |
| Aleksander Rokosa                                                                                       | ringen (m)               | 36e       | kwalificatie: 36ste met 18,60 punten  |
| Ernest Hawełek                                                                                          | sprong (m)               | 52e       | kwalificatie: 52ste met 18,00 punten  |
| Jerzy Jokiel                                                                                            | sprong (m)               | 52e       | kwalificatie: 52ste met 18,00 punten  |
| Andrzej Konopka                                                                                         | sprong (m)               | 93e       | kwalificatie: 93ste met 17,45 punten  |
| Alfred Kucharczyk                                                                                       | sprong (m)               | 58e       | kwalificatie: 58ste met 17,95 punten  |
| Józef Rajnisz                                                                                           | sprong (m)               | 73e       | kwalificatie: 73ste met 17,70 punten  |
| Aleksander Rokosa                                                                                       | sprong (m)               | 112e      | kwalificatie: 112de met 16,55 punten  |
| Ernest Hawełek                                                                                          | vloer (m)                | 66e       | kwalificatie: 66ste met 18,05 punten  |
| Jerzy Jokiel                                                                                            | vloer (m)                | 10e       | kwalificatie: 10de met 18,90 punten   |
| Andrzej Konopka                                                                                         | vloer (m)                | 26e       | kwalificatie: 26ste met 18,50 punten  |
| Alfred Kucharczyk                                                                                       | vloer (m)                | 19e       | kwalificatie: 19de met 18,70 punten   |
| Józef Rajnisz                                                                                           | vloer (m)                | 92e       | kwalificatie: 92ste met 17,35 punten  |
| Aleksander Rokosa                                                                                       | vloer (m)                | 52e       | kwalificatie: 52ste met 18,20 punten  |
| Ernest Hawełek                                                                                          | individuele meerkamp (m) | 60e       | 108,55 punten                         |
| Jerzy Jokiel                                                                                            | individuele meerkamp (m) | 61e       | 108,45 punten                         |
| Andrzej Konopka                                                                                         | individuele meerkamp (m) | 46e       | 109,20 punten                         |
| Alfred Kucharczyk                                                                                       | individuele meerkamp (m) | 56e       | 108,70 punten                         |
| Józef Rajnisz                                                                                           | individuele meerkamp (m) | 72e       | 107,35 punten                         |
| Aleksander Rokosa                                                                                       | individuele meerkamp (m) | 74e       | 106,80 punten                         |
| Andrzej Konopka Alfred Kucharczyk Ernest Hawełek Jerzy Jokiel Józef Rajnisz Aleksander Rokosa           | meerkamp team (m)        | 10e       | 546,60 punten                         |
| |                          |           |                                       |
| Brygida Dziuba                                                                                          | balk (v)                 | 61e       | kwalificatie: 61ste met 17,266 punten |
| Barbara Eustachiewicz                                                                                   | balk (v)                 | 28e       | kwalificatie: 28ste met 18,233 punten |
| Natalia Kot                                                                                             | balk (v)                 | 21e       | kwalificatie: 21ste met 18,333 punten |
| Eryka Mondry-Kost                                                                                       | balk (v)                 | 26e       | kwalificatie: 26ste met 18,300 punten |
| Gizela Niedurny                                                                                         | balk (v)                 | 75e       | kwalificatie: 75ste met 16,983 punten |
| Danuta Nowak-Stachow                                                                                    | balk (v)                 | 32e       | kwalificatie: 32ste met 18,232 punten |
| Brygida Dziuba                                                                                          | brug (v)                 | 62e       | kwalificatie: 62ste met 17,899 punten |
| Barbara Eustachiewicz                                                                                   | brug (v)                 | 37e       | kwalificatie: 37ste met 18,466 punten |
| Natalia Kot                                                                                             | brug (v)                 | 9e        | kwalificatie: 9de met 18,999 punten   |
| Eryka Mondry-Kost                                                                                       | brug (v)                 | 47e       | kwalificatie: 47ste met 18,199 punten |
| Gizela Niedurny                                                                                         | brug (v)                 | 11e       | kwalificatie: 11de met 18,966 punten  |
| Danuta Nowak-Stachow                                                                                    | brug (v)                 | 33e       | kwalificatie: 32ste met 18,533 punten |
| Brygida Dziuba                                                                                          | sprong (v)               | 40e       | kwalificatie: 40ste met 17,933 punten |
| Barbara Eustachiewicz                                                                                   | sprong (v)               | 36e       | kwalificatie: 36ste met 17,999 punten |
| Natalia Kot                                                                                             | sprong (v)               | 13e       | kwalificatie: 13de met 18,466 punten  |
| Eryka Mondry-Kost                                                                                       | sprong (v)               | 54e       | kwalificatie: 54ste met 17,699 punten |
| Gizela Niedurny                                                                                         | sprong (v)               | 44e       | kwalificatie: 44ste met 17,866 punten |
| Danuta Nowak-Stachow                                                                                    | sprong (v)               | 29e       | kwalificatie: 29ste met 18,099 punten |
| Brygida Dziuba                                                                                          | sprong (v)               | 40e       | kwalificatie: 40ste met 17,933 punten |
| Barbara Eustachiewicz                                                                                   | sprong (v)               | 36e       | kwalificatie: 36ste met 17,999 punten |
| Natalia Kot                                                                                             | sprong (v)               | 13e       | kwalificatie: 13de met 18,466 punten  |
| Eryka Mondry-Kost                                                                                       | sprong (v)               | 54e       | kwalificatie: 54ste met 17,699 punten |
| Gizela Niedurny                                                                                         | sprong (v)               | 44e       | kwalificatie: 44ste met 17,866 punten |
| Danuta Nowak-Stachow                                                                                    | sprong (v)               | 29e       | kwalificatie: 29ste met 18,099 punten |
| Brygida Dziuba                                                                                          | individuele meerkamp (v) | 52e       | 71,898 punten                         |
| Barbara Eustachiewicz                                                                                   | individuele meerkamp (v) | 24e       | 73,298 punten                         |
| Natalia Kot                                                                                             | individuele meerkamp (v) | 12e       | 74,864 punten                         |
| Eryka Mondry-Kost                                                                                       | individuele meerkamp (v) | 32e       | 72,764 punten                         |
| Gizela Niedurny                                                                                         | individuele meerkamp (v) | 37e       | 72,647 punten                         |
| Danuta Nowak-Stachow                                                                                    | individuele meerkamp (v) | 17e       | 73,930 punten                         |
| Natalia Kot Danuta Nowak-Stachow Barbara Eustachiewicz Eryka Mondry-Kost Gizela Niedurny Brygida Dziuba | meerkamp team (v)        | 10e       | 368,620 punten                        |

### Voetbal
| Olympiër | Onderdeel | Resultaat | Prestatie                                                                   |
| --- | --------- | --------- | --------------------------------------------------------------------------- |
| Lucjan Brychczy Eugeniusz Faber Stefan Florenski Stanisław Fołtyn Zygmunt Gadecki Ryszard Grzegorczyk Henryk Grzybowski Stanisław Hachorek Engelbert Jarek Roman Lentner Marian Norkowski Hubert Pala Ernest Pol Henryk Szczepański Edward Szymkowiak Tomasz Stefaniszyn Marceli Strzykalski Edmund Zientara Jerzy Woźni | mannen    | 9e        | groep C: 3de W van Tunesië: 6-1 V van Denemarken: 1-2 V van Argentinië: 0-2 |

| Groep C |            |             |             |             |             |            |            |            |        |
| #       | Land       | Wedstrijden | Wedstrijden | Wedstrijden | Wedstrijden | Doelpunten | Doelpunten | Doelpunten | Punten |
| #       | Land       | G           | W           | G           | V           | V          | T          | Saldo      | Punten |
| 1       | Denemarken | 3           | 3           | 0           | 0           | 8          | 4          | +4         | 6      |
| 2       | Argentinië | 3           | 2           | 0           | 1           | 6          | 4          | +2         | 4      |
| 3       | Polen      | 3           | 1           | 0           | 2           | 7          | 5          | +2         | 2      |
| 4       | Tunesië    | 3           | 0           | 0           | 3           | 3          | 11         | −8         | 1      |

| Ronde       | Datum   | Plaats     | Land | Score      | Land |
| ----------- | ------- | ---------- | ---- | ---------- | ---- |
| Groepsfase  |         |            |      |            |      |
| 26 augustus | Rome    | Polen      | 3-2  | Argentinië |      |
| 29 augustus | Livorno | Denemarken | 2-1  | Polen      |      |
| 1 september | Napoli  | Denemarken | 2-1  | Polen      |      |

### Wielersport
| Olympiër                                                             | Onderdeel          | Resultaat | Prestatie      |
| -------------------------------------------------------------------- | ------------------ | --------- | -------------- |
| Jan Chtiej                                                           | wegwedstrijd (m)   | 54e       | 4:25.44        |
| Bogusław Fornalczyk                                                  | wegwedstrijd (m)   | 11e       | 4:20.57        |
| Stanisław Gazda                                                      | wegwedstrijd (m)   | 6e        | 4:20.57        |
| Wiesław Podobas                                                      | wegwedstrijd (m)   | DNF       | niet gefinisht |
| Bogusław Fornalczyk Wiesław Podobas Jan Chtiej Mieczysław Wilczewski | ploegentijdrit (m) | 10e       | 2:23.44,16     |

### Worstelen
| Olympiër              | Onderdeel   | Resultaat   | Prestatie |
| Vrije stijl           | Vrije stijl | Vrije stijl | Vrije stijl |
| --------------------- | ----------- | ----------- | --- |
| Lesław Kropp          | -52kg (m)   | 11e         | 1ste ronde: W van MEX Rosado: val 2de ronde: V van FRA Zoete: val 3de ronde: V van IRI Seifpour: val |
| Tadeusz Trojanowski   | -57kg (m)   | Brons       | 1ste ronde: W van SUI Hänni: val 2de ronde: W van AUS Jameson: val 3de ronde: W van GER Kämmerer: beslissing 4de ronde: vrij 5de ronde: V van BUL Zalev: beslissing 6de ronde: V van USA McCann: beslissing |
| Jan Żurawski          | -62kg (m)   | 12e         | 1ste ronde: V van JPN Sato: beslissing 2de ronde: W van RSA Geldenhuys: beslissing 3de ronde: V van PAK Akhtar: beslissing                                                                                  |
| Jan Żurawski          | -67kg (m)   | 20e         | 1ste ronde: V van URS Syniavskiy: beslissing 2de ronde: V van JPN Abe: val |
| Lucjan Sosnowski      | +87kg (m)   | 10e         | 1ste ronde: V van TUR Kaplan: val 2de ronde: vrij 3de ronde: V van ITA Marascalchi: val |
| Grieks-Romeins        |             |             | |
| Stefan Hajduk         | -52kg (m)   | 10e         | 1ste ronde: G van FIN Hakola 2de ronde: W van DEN Jensen: beslissing 3de ronde: V van IRI Paziraie: beslissing                                                                                              |
| Bernard Knitter       | -57kg (m)   | 7e          | 1ste ronde: V van ITA Gramellini: beslissing 2de ronde: W van FIN Tuominen: val 3de ronde: G van JPN Ichiguchi 4de ronde: W van HUN Hódos: val 5de ronde: V van ROU Cernea: beslissing                      |
| Kazimierz Macioch     | -62kg (m)   | 19e         | 1ste ronde: V van DEN Pedersen: beslissing 2de ronde: V van TUR Sille: beslissing |
| Ernest Gondzik        | -67kg (m)   | 5e          | 1ste ronde: W van DEN Thomsen: beslissing 2de ronde: G van BUL Stoyanov 3de ronde: G van TUR Güngör 4de ronde: G van JPN Kitamura                                                                           |
| Edward Żuławnik       | -73kg (m)   | 25e         | 1ste ronde: V van FRA Schiermeyer: val 2de ronde: V van MAR Azoulay: walk-over |
| Bolesław Dubicki      | -79kg (m)   | 5e          | 1ste ronde: G van NOR Barlie 2de ronde: W van MAR Khadir: val 3de ronde: W van FIN Punkari: beslissing 4de ronde: G van ROU Ţăranu 5de ronde: G van TUR Ayvaz                                               |
| Włodzimierz Smoliński | -87kg (m)   | 11e         | 1ste ronde: V van BUL Bimbalov: beslissing 2de ronde: W van ITA Cerroni: beslissing 3de ronde: V van TUR Kış: beslissing                                                                                    |
| Lucjan Sosnowski      | +87kg (m)   | 5e          | 1ste ronde: W van FIN Ahven: beslissing 2de ronde: W van JPN Shigeoka: val 3de ronde: G van BUL Kasabov 4de ronde: V van HUN Kozma: beslissing                                                              |

### Zwemmen
| Olympiër                                                 | Onderdeel             | Resultaat | Prestatie                                                                  |
| -------------------------------------------------------- | --------------------- | --------- | -------------------------------------------------------------------------- |
| Bernard Aluchna                                          | 100m vrije slag (m)   | 15e       | serie 7: 4de in 57,9 halve finale 3: 5de in 57,8                           |
| Andrzej Salamon                                          | 100m vrije slag (m)   | 10e       | serie 3: 2de in 56,5 halve finale 2: 3de in 56,9                           |
| Jan Lutomski                                             | 400m vrije slag (m)   | 15e       | serie 6: 6de in 4.42,8                                                     |
| Jerzy Tracz                                              | 400m vrije slag (m)   | 19e       | serie 3: 3de in 4.38,6                                                     |
| Andrzej Kłopotowski                                      | 200m schoolslag (m)   | 7e        | serie 5: 2de in 2.41,4 halve finale 2: 4de in 2.40,8 finale: 7de in 2.41,2 |
| Andrzej Salamon Bernard Aluchna Jerzy Tracz Jan Lutomski | 4x200m vrije slag (m) | 9e        | serie 1: 6de in 8.32,0                                                     |

Afghanistan · Argentinië · Australië · Bahama's · België · Bermuda · Birma · Brazilië · Brits-Guiana · Bulgarije · Canada · Ceylon · Chili · Colombia · Cuba · Denemarken · Duits eenheidsteam · Ethiopië · Fiji · Filipijnen · Finland · Frankrijk · Ghana · Griekenland · Groot-Brittannië · Haïti · Hongarije · Hongkong · Ierland · IJsland · India · Indonesië · Irak · Iran · Israël · Italië · Japan · Joegoslavië · Kenia · Libanon · Liberia · Liechtenstein · Luxemburg · Malakka · Malta · Marokko · Mexico · Monaco · Nederland · Nederlandse Antillen · Nieuw-Zeeland · Nigeria · Noorwegen · Oeganda · Oostenrijk · Pakistan · Panama · Peru · Polen · Portugal · Puerto Rico · Roemenië · San Marino · Singapore · Soedan · Sovjet-Unie · Spanje · Suriname · Taiwan · Thailand · Tsjecho-Slowakije · Tunesië · Turkije · Uruguay · Venezuela · Verenigde Arabische Republiek · Verenigde Staten · Vietnam · West-Indische Federatie · Zuid-Afrika · Zuid-Korea · Zuid-Rhodesië · Zweden · Zwitserland